# دیو آرچیبالد
دیو آرچیبالد (انگلیسی: Dave Archibald؛ زادهٔ ۱۴ آوریل ۱۹۶۹) بازیکن هاکی روی یخ اهل کانادا است.
از باشگاه‌هایی که در آن بازی کرده‌است می‌توان به نیویورک رنجرز اشاره کرد.